# Буалеконт, Эдмон Мари Феликс де
Виконт Эдмон Мари Феликс де Буалеконт (фр. Edmond Marie Félix de Boislecomte; 28 апреля 1859, Аррас — 18 февраля 1922, Париж) — французский художник.

## Биография
Из аристократической семьи.  Родственник Эдмона де Буалеконта, который с 1819 по 1823 год был вторым секретарём посольства Франции в России. Первоначально получил юридическое образование, однако затем принял решение учиться живописи, после чего поступил в парижскую частную Академию Жюлиана, где его учителем был Жан-Поль Лоран. С 1879 года Буалеконт периодически выставлял на парижском Салоне исторические и ориентальные картины. Некоторые исторические картины Буалеконта были посвящены событиям Вандейского мятежа.
Виконт де Буалеконт был женат на Маргарите де Марбо, внучке  военачальника и мемуариста Марселлена Марбо. 
Сегодня его работы хранятся во многих ключевых художественных музеях провинциальной Франции: в Лилле, Лиможе, Руане, Санлисе и По.

## Галерея
- Эпизод Отечественной войны 1812 года: адъютант докладывает раненому маршалу Удино, ночующему в крестьянской избе в Плещеницах, о приближении казачьего отряда.
- Лидер вандейцев Морис Д’Эльбе защищает пленных республиканцев от расправы со стороны своих солдат.
- Бонапарт на перевале Сен-Бернар (аллюзия на знаменитую картину Жака Луи Давида).
- Убийство в Альгамбре.
- Метель.
- Сцена в приходской церкви в Оне-су-Буа.